# Illeginni
Illeginni är en ö i Marshallöarna.   Den ligger i kommunen Kwajalein, i den västra delen av Marshallöarna, 500 km nordväst om huvudstaden Majuro. Arean är 1,7 kvadratkilometer.
Illeginni långtidshyrs av USA fram till år 2066. Området är en del av RTS Ronald Reagan Ballistic Missile Defense Test Site.
Terrängen på Illeginni är mycket platt. Öns högsta punkt är 13 meter över havet. Den sträcker sig 2,3 kilometer i nord-sydlig riktning, och 5,1 kilometer i öst-västlig riktning.